# Malevil (regény)
A Malevil (Malevil) (ejtsd: malvil) egy 1972-ben íródott tudományos-fantasztikus regény. Írója a francia Robert Merle. 1981-ben film is készült belőle, ennek rendezője Christian de Chalonge volt. Merle úgy ítélte meg, hogy a film eltorzította regényének szellemét, ezért azt kérte, hogy neve ne szerepeljen a film címlistáján, így csak a következő felirat jelent meg: „inspiré librement du roman Malevil (éditions gallimard)” (szabadon a Malevil regény után (Gallimard kiadó)).

## Cselekménye
|  | Alább a cselekmény részletei következnek! |

A történet legnagyobb része 1977-ben játszódik (a könyv írásakor ez a közeli jövő volt). A főszereplő és egyben a történet nagy részének elmesélője Emmanuel Comte volt iskolaigazgató, a történet kezdetén pedig farmer és földbirtokos. Birtokához tartozik egy öreg, Malevil nevű vár. Comte elismert és diplomáciai, illetve vezetői képességek terén tehetséges ember.
A könyv első részében Emmanuel visszaemlékezéseiből megismerjük gyermekkorát, családjával való nem éppen felhőtlen viszonyát. Húgaival nem jön ki jól, édesanyjával többszöri konfliktusba keveredik. Édesapját szótlan, magának való embernek ismerjük meg. Családjában leginkább nagybátyjához áll közel, aki magához veszi, miután a kamasz Emmanuel-t Malevil várában találja, amikor a fiú elszökik otthonról. Az életveszélyes romot barátaival búvóhelyként használták, azonban Emmanuel nagybátyja tudott a dologról.
Az előzmények ismeretében, miszerint Emmanuel jól ismerte a várat, időbeli ugrás következik, az események 1977-ben történnek. Emmanuel és néhány barátja szerencsésen épp egy borospincében tartózkodnak, amikor váratlanul nukleáris robbanások törlik el a felettük lévő világot. A kis csapatnyi túlélő több, mint egy nap elteltével a felszínre merészkedve csak hamut és romokat talál maga körül. Az első megrázkódtatások után Emmanuel vezetésével megkezdik környezetük újjáépítését, saját túlélésük biztosítását. Később felfedezik, hogy mások is túlélték a katasztrófát egy közeli farmon, aminek lakóit magukhoz veszik: egy ifjút, egy lányt és a nagymamát. Mivel a Malevilban addig az egyetlen öregasszonyon kívül nem volt nő, fontos szerephez jut a lány, Miette a regényben.
Mint később kiderül, a közeli város, La Roque egy apró része is megmenekült. Mindannyiuk meglepődésére a természet is újraéled. Ezek után harcolniuk kell javaik megvédésért, amit többen is megpróbálnak tőlük megszerezni, ki ármánnyal, ki fegyverekkel. A lassan kisebb közösségé fejlődött társaságnak szembe kell néznie a közeli városban lévő túlélők új urával is, a magát papnak kiadó, egyfajta egyházi diktatúrát hirdető Fulbert le Nauddal. Az álpap még egy katonai csoportot is küld Malevilre, de ezt visszaverve végül Emmanuel vezetésével megtörik uralmát. A közeli városban, La Roque-ban is a malevilihez hasonló demokráciát alakítanak ki.
A könyvben ezek után Emmanuel egyik barátjának, Thomas-nak beszámolóját olvashatjuk. Emmanuel kb. másfél évvel a győzelem után meghalt, ekkor lett Thomas Malevil harmadik vezetője. Leírja, hogy a La Roque-kal kötött szerződések segítségével közösségük továbbfejlődik.
Ebben a részben kap említést a mű egyik fontos eleme is. A szereplők választás elé kerülnek: folytassák-e primitív eszközeikkel a termelést, ne fejlődjenek, éljenek-e ebben az új, lelassult tempóban, elkerülve így a nukleáris robbanáshoz hasonló katasztrófákat, vagy pedig válasszák a fejlődést, használják fel az emberiség tudását. Végül a döntés a fejlődést választja, az indoklás pedig az attól való félelem, hogy mi történne, ha más túlélők fejlődnek, ők pedig nem tudnak majd védekezni a technika ellen.
|  | Itt a vége a cselekmény részletezésének! |

## Magyarul
- Malevil; ford. Görög Lívia; Európa, Budapest, 1975

## Külső hivatkozások
- A regény filmadaptációja (1981) az Internet Movie Database oldalon (angolul) (angolul)